# Select
Select (tytuł stylizowany jako select lub SELECT) – brytyjski miesięcznik z siedzibą w Londynie, poświęcony muzyce rozrywkowej. Pierwszy jego numer ukazał się w lipcu 1990, a ostatni w styczniu w 2001 roku. Wydawany był przez EMAP Metro. 

## Historia i profil
Miesięcznik Select wystartował w lipcu 1990 roku. Okładka inauguracyjnego numeru, przedstawiająca Prince’a była to deklaracją tego, jakim magazynem miał być Select – wyrafinowanym, seksownym i ostrym. W numerze zostały poza tym zawarte recenzje i oceny albumów muzycznych oraz filmów (w skali od 1 do 5). Select lansował takie zespoły jak Happy Mondays, Primal Scream, Blur i Suede, po czym postanowił z własnej inicjatywy kształtować trendy muzyczne zamiast podążać za nimi. Wyrazem tej postawy stał się opublikowany w  kwietniu 1993 roku artykuł Stuarta Maconie, zatytułowany „Who Do You Think You Are Kidding Mr. Cobain?”, w którym autor postulował porzucenie wpływów muzyki amerykańskiej (jak grunge) na rzecz promocji lokalnych brytyjskich talentów. Przedstawił listę zespołów (Suede, Saint Etienne, Denim, The Auteurs i Pulp) dając im wspólną nazwę – Brit pop. Pomysł dziennikarza chwycił i w ciągu roku brit pop stał się pojęciem obejmującym szereg zespołów i reprezentowanych przez nich gatunków i stylów; poza wspomnianym wcześniej Blurem znaleźli się tu: Oasis, Elastica, Pulp, Sleeper czy The Verve.
Później jednak, wraz z rozwojem kultury muzyki house w latach 90. takie czasopisma jak NME i Melody Maker i Select zaczęły tracić na sprzedaży na rzecz nowej generacji magazynów, w tym Mixmag, Muzik i Ministry. W grudniu 2000 roku EMAP, właściciel Select podjął decyzję o zamknięciu magazynu. Ostatni jego numer ukazał się w styczniu 2001 roku ze zdjęciem zespołu Coldplay na okładce.
Select był magazynem opisującym wszystko co się działo w muzyce lat 90. będąc przy tym wydawnictwem opiniotwórczym.